# Грабиця (Пйотрковський повіт)
Грабиця (пол. Grabica) — село в Польщі, у гміні Грабиця Пйотрковського повіту Лодзинського воєводства.
Населення — 375 осіб (2011).
У 1975-1998 роках село належало до Пйотрковського воєводства.

## Демографія
Демографічна структура станом на 31 березня 2011 року:
|          | Загалом | Допрацездатний вік | Працездатний вік | Постпрацездатний вік |
| -------- | ------- | ------------------ | ---------------- | -------------------- |
| Чоловіки | 191     | 45                 | 129              | 17                   |
| Жінки    | 184     | 34                 | 107              | 43                   |
| Разом    | 375     | 79                 | 236              | 60                   |